# Борогонский наслег (Булунский улус)
Борогонский наслег — сельское поселение Булунского улуса Якутии. Центр и единственный населённый пункт — село Намы.

## География
Борогонский наслег граничит с другими районам и сельскими поселениями района:
- Усть-Янский улус,
- Верхоянский улус,
- Эвено-Бытантайский национальный улус,
- Булунский эвенкийский национальный наслег[1].

Географически находится в арктической тундровой зоне. Центр наслега, село Намы, расположено на левом берегу реки Омолой, в 280 км к юго-востоку от посёлка Тикси (административного центра Булунского улуса).

## История
Коренными жителями наслега являются якуты борогонского рода и эвены тюгесирского рода. 
Борогонский наслег образован "Положением о территориально-наслежной администрации муниципального образования «Булунский улус (район)» на основании решения Президиума Булунского районного собрания № 03/02 от 14 апреля 2003 года.
Муниципальное образование установлено законом Республики Саха от 30 ноября 2004 года.
Устав сельского поселения был принят 14 марта 2008 года.

## Население
Согласно оценке на 1 января 2010 года, в наслеге проживало 526 человек (в 2002 году — 488 человек).

## Органы местного самоуправления
Структуру органов местного самоуправления Борогонского наслега составляют:
- наслежный Совет — представительный орган сельского поселения;
- глава наслега — высшее должностное лицо сельского поселения;
- наслежная администрация — исполнительно-распорядительный орган сельского поселения.

Наслежный Совет состоит из депутатов, избираемых на муниципальных выборах на основе всеобщего равного и прямого избирательного права при тайном голосовании на основе мажоритарной избирательной системы относительного большинства сроком на 5 лет. Наслежный Совет сельского поселения состоит из 7 депутатов.

## Экономика и культура
Основу экономики составляют оленеводство, рыболовство и охотничий промысел.
В наслеге действуют дом культуры, народный театр, средняя школа, учреждения здравоохранения и торговли, центральная усадьба совхоза «Приморский».

## Известные люди
- Башарина, Зоя Константиновна — российский якутский литературовед, филолог. Известна своими работами по исследованию якутского языка[7].